# WrestleMania 32
WrestleMania 32 là sự kiện WrestleMania thường niên lần thứ 32 được sản xuất bởi WWE. Sự kiện đã diễn ra vào ngày 3 tháng 4 năm 2016, tại Sân vận động AT&T ở Arlington, Texas. 9 trận đấu đã được diễn ra ở sự kiện này, và 3 trận khác được diễn ra trước sự kiện.
Có 3 trận đấu chính trong sự kiện này. Roman Reigns đánh bại Triple H để có được đai vô địch hạng nặng thế giới WWE. Hai trận đấu chính khác cũng được diễn ra như The Undertaker đánh bại Shane McMahon trong trận đấu Chiếc lồng địa ngục và Brock Lesnar đánh bại Dean Ambrose trong trận đấu No DQ. Ngoài ra, The Rock lập kỉ lục cho trận thắng ở WrestleMania nhanh nhất, khi đã đánh bại Erick Rowan chỉ trong sáu giây.
WrestleMania 32 gây được chú ý với nhiều lý do như việc Baron Corbin thắng trận đấu Battle Royal 20 người tranh cúp tưởng niệm André the Giant ngay lần đầu tiên ra mắt ở WWE, trận đấu đô vật đầu tiên của Shane McMahon trong 7 năm gần đây, trận đấu WWE đầu tiên của The Rock trong 3 năm gần đây và sự trở lại của John Cena sau ca phẫu thuật lưng. WWE thông báo rằng WrestleMania 32 đã phá kỷ lục của WWE về số lượng khán giả và đạt doanh thu 17.3 triệu đô.

## Sản xuất
WrestleMania được coi là sự kiện quan trọng của WWE và được mô tả như Super Bowl của làng thể thao giải trí.
Đây là sự kiện WrestleMania lần thứ 3 được tổ chức ở tiểu bang Texas, trước đó là những năm 2001 và 2009. Sự kiện đã có 5 bài hát chính thức: "My House" của Flo Rida, "Hello Friday" của Flo Rida và Jason Derulo, "Hail to the King" bởi Avenged Sevenfold, "Sympathy for the Devil" bởi Motörhead và "Oh No" bởi Goodbye June.
Forbes dự đoán rằng WrestleMania 32 sẽ phá kỷ lục số khán giả trong một sự kiện của WWE được thiết lập ở WrestleMania III với 93,173 khán giả.

## Tiếp nhận
WWE khẳng định sự kiện này có số lượng khán giả là 101,763 người trên AT&T Stadium. Tuy nhiên, nhà báo Dave Meltzer khẳng định rằng số lượng khán giả đến sân là 97,769.
Tuy vậy, kỷ lục số khán giả trong một sự kiện đô vật vẫn giữ nguyên, với khoảng 190,000 người đến sân vận động May Day Stadium ở Bình Nhưỡng, Triều Tiên. Đây chính là ngày thứ hai trong sự kiện "Collision in Korea" bởi WCW và NJPW, cùng với ngày thứ nhất khoảng 150,000 người.

## Kết quả
| STT | Trận đấu | Thể loại trận đấu | Thời gian |
| --- | --- | --- | --------- |
| 1P  | Kalisto (c) đánh bại Ryback | Trận đấu đơn tranh đai vô địch nước Mỹ WWE                                                                                  | 08:58     |
| 2P  | The Total Divas (Brie Bella, Paige, Natalya, Alicia Fox và Eva Marie) đánh bại The B.A.D. & Blonde (Lana, Naomi, Tamina, Emma và Summer Rae) bằng đòn khóa | Trận đấu đồng đội nữ | 11:25     |
| 3P  | The Usos (Jimmy Uso và Jey Uso) đánh bại The Dudley Boyz (Bubba Ray Dudley và D-Von Dudley)                                                                | Trận đấu đồng đội | 05:18     |
| 4   | Zack Ryder đánh bại Kevin Owens (c), Sami Zayn, Dolph Ziggler, Sin Cara, The Miz, Stardust                                                                 | Trận đấu leo thang tranh đai Liên lục địa WWE                                                                               | 15:23     |
| 5   | Chris Jericho đánh bại AJ Styles | Trận đấu đơn | 17:10     |
| 6   | The League of Nations (Sheamus, Alberto del Rio, Rusev) (với King Barrett) đánh bại The New Day (Big E, Kofi Kingston và Xavier Woods)                     | Trận đấu đồng đội sáu người                                                                                                 | 10:03     |
| 7   | Brock Lesnar (với Paul Heyman) đánh bại Dean Ambrose | Trận đấu tự do | 13:06     |
| 8   | Charlotte (c) (với Ric Flair) đánh bại Becky Lynch và Sasha Banks (I)                                                                                      | Trận đấu ba người tranh WWE Women's Championship                                                                            | 16:03     |
| 9   | The Undertaker đánh bại Shane McMahon | Trận đấu Hell In The Cell. Nếu Shane thắng, Shane sẽ nắm quyền điều hành Raw và Undertaker sẽ bị cấm thi đấu ở WrestleMania | 30:05     |
| 10  | Baron Corbin thắng cúp tưởng niệm André the Giant sau khi loại Kane (II)                                                                                   | Trận đấu Battle Royal 20 người tranh cúp tưởng niệm André the Giant                                                         | 09:41     |
| 11  | The Rock đánh bại Erick Rowan (với Bray Wyatt và [[Braun Strowman)                                                                                         | Trận đấu đơn | 00:06     |
| 12  | Roman Reigns đánh bại Triple H (c) | Trận đấu đơn tranh đai vô địch hạng nặng thế giới WWE                                                                       | 27:11     |

(I): Charlotte bước vào trận đấu với tư cách WWE Divas Champion. Tuy nhiên, danh hiệu đã không được công nhận và được thay thế bằng giải vô địch nữ mới.
(II): Những người bị loại: Fandango, Damien Sandow, Shaquille O'Neal, Big Show, Viktor, Diamond Dallas Page, Konnor, Tatanka, Jack Swagger, R-Truth, Goldust, Curtis Axel, Adam Rose, Tyler Breeze, Heath Slater, Mark Henry, Bo Dallas, Darren Young và Kane.